# Джанні Гідіні
Джанні Гідіні (італ. Gianni Ghidini, 21 травня 1930 — 20 червня 1995) — італійський велогонщик.
Срібний призер Олімпійських Ігор 1952 року в командній шосейній гонці.
Чемпіон світу з велоперегонів на шосе 1951 року в аматорській груповій шосейній гонці.